# Dactyliophora
Dactyliophora es un género de arbustos pertenecientes a la familia Loranthaceae. Comprende 6 especies descritas y de estas, solo 3 aceptadas.

## Taxonomía
El género fue descrito por Philippe Édouard Léon Van Tieghem y publicado en Bulletin de la Société Botanique de France 41: 549. 1894. La especie tipo es: Dactyliophora verticillata (Scheff.) Tiegh.

## Especies aceptadas
A continuación se brinda un listado de las especies del género Dactyliophora aceptadas hasta noviembre de 2014, ordenadas alfabéticamente. Para cada una se indica el nombre binomial seguido del autor, abreviado según las convenciones y usos.	
- Dactyliophora novaeguineae (F.M.Bailey) Danser
- Dactyliophora salomonia Danser
- Dactyliophora verticillata (Scheff.) Tiegh.